# IAV GmbH
A IAV GmbH Ingenieurgesellschaft Auto und Verkehr – Sociedade de engenharia veicular e de trânsito, é uma empresa de engenharia voltada a indústria automobilística. Sua principal área de atuação é o desenvolvimento de soluções em todas as áreas de: desenvolvimento de Powertrain (motor, transmissão, caixa de engrenagens e diferenciais), desenvolvimento eletrônico e mecatrônica do veículo e desenvolvimento do veículo.
Em 1983 foi fundada em Berlim pelo Professor doutor Hermann Appel, inicialmente como um instituto de pesquisa afiliado a universidade de Berlim, com o nome de Ingenieurgesellschaft für Aggregatetechnik und Verkehrsfahrzeuge GmbH, a empresa emprega hoje mais de 3800 funcionários e trabalha independentemente na prestação de serviços de desenvolvimento para todas mais representativas empresas automotivas e de componentes suplementares do mundo. Além dos centros de desenvolvimento de Berlim, Chemnitz e Gifhorn (maior local), as filiais da IAV estão localizadas ainda em mais 15 locais espalhados na Europa, Ásia e Americas.
Entre os projetos desenvolvidos pela IAV estão: o veículo de 1-litro da Volkswagen, a adaptação do motor de 5 cilindros TDI para o Volvo 850, o gerenciamento do motor e o controle do câmbio para o Lupo 3 litros, assim como, o Eco-Polo da Volkswagen, já equipado em 1987 com o filtro de particulado diesel.
Entre os clientes da IAV estão as maiores indústrias automobilísticas, incluindo todas marcas do grupo Volkswagen, BMW, PSA Peugeot Citröen, Fiat, Ford Motor Company, General Motors, Porsche e Toyota. E também clientes da indústria de componentes automotivos incluindo ArvinMeritor, Behr, Robert Bosch, General Electric, Siemens VDO, Continental AG e ZF Group.

## Acionistas
- Volkswagen AG - 50%
- Continental Automotive GmbH - 20%
- Schaeffler Technologies AG & Co. KG - 10%
- IAV GmbH - 10%
- SABIC Innovative Plastics B.V. (part of Saudi Basic Industries Corp) - 10%

## Filiais
- IAV Automotive Engineering Inc. (USA),
- IAV U.K. Ltd.
- IAV Co., Ltd. (Japan)
- IAV Korea Co., Ltd.
- IAV India Pvt. Ltd.
- IAV do Brasil Ltda.
- IAV S.A.S.U. (France)
- IAV Automotive Engineering (Shanghai) Co., Ltd.
- IAV Automotive Engineering AB (Sweden)
- IAV Cars GmbH
- Consulting4Drive GmbH
- CPU 24/7 GmbH
- IAV Fahrzeugsicherheit GmbH & Co. KG
- TRE GmbH